# Bellegarde-en-Forez
Bellegarde-en-Forez è un comune francese di 1 868 abitanti situato nel dipartimento della Loira della regione dell'Alvernia-Rodano-Alpi.

## Società

### Evoluzione demografica
Abitanti censiti